# WSU Tag Team Championship
Le WSU Tag Team Championship est un championnat de catch féminin par équipe utilisé par la Women Superstars Uncensored (WSU). Ce titre est créé le 11 octobre 2008 quand Roxie Cotton et Annie Social remportent un tournoi en battant Amy Lee et Missy Sampson en finale d'un tournoi. Depuis, 14 autres équipes ont détenu ce titre (dont deux équipes masculines) pour 22 championnes et quatre champions.

## Historique
Le tournoi pour désigner les premières championnes par équipe de la WSU a lieu le 11 octobre 2008. Il oppose les huit équipes suivantes :
- Annie Social et Roxie Cotton
- Melissa Coates et Trixie Lynn
- Angel Orsini (en) et Mercedes Martinez (remplacée par Little Jeanne)[Note 1]
- Bobcat et Gorgeous George
- Malia Hosaka et Miss April
- Jana et Luscious Latasha
- Amy Lee et Missy Sampson
- Lea Morrison et Little Jeanne

|  | Quarts de finale                       | Quarts de finale                       | Quarts de finale              | Quarts de finale              |                              |                              | Demi-finales | Demi-finales | Demi-finales | Demi-finales |  |  | Finale | Finale | Finale | Finale |
|  |                                        |                                        |                               |                               |                              |                              |              |              |              |              |  |  |        |        |        |        |
|  |                                        |                                        |                               |                               |                              |                              |              |              |              |              |  |  |        |        |        |        |
|  |                                        |                                        |                               |                               |                              |                              |              |              |              |              |  |  |        |        |        |        |
|  | Malia Hosaka et Miss April             | Malia Hosaka et Miss April             | Tombé                         | Tombé                         |                              |                              |              |              |              |              |  |  |        |        |        |        |
|  | Malia Hosaka et Miss April             | Malia Hosaka et Miss April             | Tombé                         | Tombé                         |                              |                              |              |              |              |              |  |  |        |        |        |        |
|  | Jana et Luscious Latasha               | Jana et Luscious Latasha               | N/A                           | N/A                           |                              |                              |              |              |              |              |  |  |        |        |        |        |
|  | Jana et Luscious Latasha               | Jana et Luscious Latasha               | N/A                           | N/A                           | Malia Hosaka et Miss April   | Malia Hosaka et Miss April   | N/A          | N/A          |              |              |  |  |        |        |        |        |
|  |                                        |                                        |                               |                               | Malia Hosaka et Miss April   | Malia Hosaka et Miss April   | N/A          | N/A          |              |              |  |  |        |        |        |        |
|  |                                        |                                        | Annie Social et Roxie Cotton  | Annie Social et Roxie Cotton  | Soumission                   | Soumission                   |              |              |              |              |  |  |        |        |        |        |
|  | Melissa Coates et Trixie Lynn          | Melissa Coates et Trixie Lynn          | Annie Social et Roxie Cotton  | Annie Social et Roxie Cotton  | Soumission                   | Soumission                   | N/A          | N/A          |              |              |  |  |        |        |        |        |
|  | Melissa Coates et Trixie Lynn          | Melissa Coates et Trixie Lynn          |                               |                               |                              |                              |              | N/A          |              |              |  |  |        |        |        |        |
|  | Annie Social et Roxie Cotton           | Annie Social et Roxie Cotton           | Tombé                         | Tombé                         |                              |                              |              |              |              |              |  |  |        |        |        |        |
|  | Annie Social et Roxie Cotton           | Annie Social et Roxie Cotton           | Tombé                         | Tombé                         | Annie Social et Roxie Cotton | Annie Social et Roxie Cotton | Tombé        | Tombé        |              |              |  |  |        |        |        |        |
|  |                                        |                                        |                               |                               | Annie Social et Roxie Cotton | Annie Social et Roxie Cotton | Tombé        | Tombé        |              |              |  |  |        |        |        |        |
|  |                                        |                                        | Amy Lee et Missy Sampson      | Amy Lee et Missy Sampson      | N/A                          | N/A                          |              |              |              |              |  |  |        |        |        |        |
|  | Amy Lee et Missy Sampson               | Amy Lee et Missy Sampson               | Amy Lee et Missy Sampson      | Amy Lee et Missy Sampson      | N/A                          | N/A                          | Tombé        | Tombé        |              |              |  |  |        |        |        |        |
|  | Amy Lee et Missy Sampson               | Amy Lee et Missy Sampson               |                               |                               |                              |                              |              |              |              |              |  |  |        |        |        |        |
|  | Lea Morrison et Little Jeanne          | Lea Morrison et Little Jeanne          | N/A                           | N/A                           |                              |                              |              |              |              |              |  |  |        |        |        |        |
|  | Lea Morrison et Little Jeanne          | Lea Morrison et Little Jeanne          | N/A                           | N/A                           | Amy Lee et Missy Sampson     | Amy Lee et Missy Sampson     | Tombé        | Tombé        |              |              |  |  |        |        |        |        |
|  |                                        |                                        |                               |                               | Amy Lee et Missy Sampson     | Amy Lee et Missy Sampson     | Tombé        | Tombé        |              |              |  |  |        |        |        |        |
|  |                                        |                                        | Angel Orsini et Little Jeanne | Angel Orsini et Little Jeanne | N/A                          | N/A                          |              |              |              |              |  |  |        |        |        |        |
|  | Bobcat et Gorgeous George              | Bobcat et Gorgeous George              | Angel Orsini et Little Jeanne | Angel Orsini et Little Jeanne | N/A                          | N/A                          | N/A          | N/A          |              |              |  |  |        |        |        |        |
|  | Bobcat et Gorgeous George              | Bobcat et Gorgeous George              |                               |                               |                              |                              |              | N/A          |              |              |  |  |        |        |        |        |
|  | Angel Orsini (en) et Mercedes Martinez | Angel Orsini (en) et Mercedes Martinez | Tombé                         | Tombé                         |                              |                              |              |              |              |              |  |  |        |        |        |        |
|  | Angel Orsini (en) et Mercedes Martinez | Angel Orsini (en) et Mercedes Martinez | Tombé                         | Tombé                         |                              |                              |              |              |              |              |  |  |        |        |        |        |
|  |                                        |                                        |                               |                               |                              |                              |              |              |              |              |  |  |        |        |        |        |

| #  | Championnes / champions                            | Nombre de règne ensemble | Date            | Durée                    | Lieu                             | Notes | Réf    |
| -- | -------------------------------------------------- | ------------------------ | --------------- | ------------------------ | -------------------------------- | --- | ------ |
| 1  | Annie Social et Roxie Cotton                       | 1                        | 11 octobre 2008 | 2 mois et 30 jours       | Boonton, New Jersey              | Elles battent Amy Lee et Missy Sampson en finale d'un tournoi. | [ 1 ]  |
| 2  | Amy Lee et Taylor Wilde                            | 1                        | 10 janvier 2009 | 0 jour                   | Boonton, New Jersey              | Wilde remplace Awesome Kong. Elles ont le règne le plus court. | [ 2 ]  |
| 3  | Annie Social (2), Rick Cataldo et Roxie Cotton (2) | 2                        | 10 janvier 2009 | 28 jours                 | Boonton, New Jersey              | Cataldo est reconnu comme champion. Social et Cotton remportent un match à quatre équipe comprenant aussi Missy Sampson et Alere Little Feather ainsi que Kylie Pierce et Lea Morrison. | [ 3 ]  |
| 4  | Brooke Carter et Miss April                        | 1                        | 7 février 2009  | 2 mois et 28 jours       | Edison, New Jersey               | Au cours d'un spectacle organisé en partenariat avec la National Wrestling Superstars                                                                                                   | [ 4 ]  |
| -  | Vacant                                             | 1                        | 5 mai 2009      | 1 mois et 1 jour         | -                                | Miss April signe à la World Wrestling Entertainment. | [ 5 ]  |
| 5  | Brooke Carter (2) et Alicia                        | 1                        | 6 juin 2009     | 2 mois et 16 jours       | Boonton, New Jersey              | La WSU laisse à Carter le choix de son équipière avec qui elle devient championne par équipe.                                                                                           | [ 6 ]  |
| 6  | Hailey Hatred (en) et Jessicka Havok               | 1                        | 22 août 2009    | 2 mois et 16 jours       | Boonton, New Jersey              | | [ 7 ]  |
| 7  | Angel Orsini (en) et Mercedes Martinez             | 1                        | 7 novembre 2009 | 5 mois et 10 jours       | Union City, New Jersey           | Au cours d'un spectacle organisé par l'American Championship Entertainment. | [ 8 ]  |
| 8  | Cindy Rogers et Jana                               | 1                        | 14 avril 2010   | 6 mois et 20 jours       | Port Jefferson Station, New York | Au cours d'un spectacle organisé par la New York Wrestling Connection. | [ 9 ]  |
| 9  | Marti Belle et Tina San Antonio                    | 1                        | 6 novembre 2010 | 3 mois et 24 jours       | Union City, New Jersey           | | [ 10 ] |
| -  | Vacant                                             | 2                        | 2 mars 2011     | 3 jours                  | -                                | À la suite de la blessure de Tina San Antonio. | [ 11 ] |
| 10 | Marti Belle (2) et Jazz                            | 1                        | 5 mars 2011     | 2 mois et 22 jours       | Union City, New Jersey           | Jazz est l'équipière mystère de Marti Belle et elles remportent un match à trois équipes où les fans apportent les armes.                                                               | [ 12 ] |
| 11 | Amber et Lexxus                                    | 1                        | 27 mai 2011     | 8 mois et 17 jours       | New York, New york               | Elles battent Marti Belle et Tina San Antonio au cours d'un spectacle du Pro Wrestling Syndicate.                                                                                       | [ 13 ] |
| 12 | Lexxus (2)                                         | 1                        | 13 février 2012 | 19 jours                 | -                                | Amber arrête sa carrière et la WSU décide que Lexxus reste championne mais doit se trouver une équipière.                                                                               | [ 14 ] |
| 13 | Jana (2) et Luscious Latasha                       | 1                        | 3 mars 2012     | 0 jour                   | Deer Park, New York              | Elles battent Lexxus et Tina San Antonio. | [ 14 ] |
| 14 | Allysin Kay et Sassy Stephie (en)                  | 1                        | 3 mars 2012     | 1 an, 11 mois et 5 jours | Deer Park, New York              | | [ 14 ] |
| 15 | Annie Social (3) et Kimber Lee                     | 1                        | 8 février 2014  | 5 mois et 4 jours        | Vorhees, New Jersey              | Jessicka Havok remplace Jessicka Havok lors du match de championnat. | [ 15 ] |
| 16 | David Starr et JT Dunn                             | 1                        | 12 juillet 2014 | 7 mois et 9 jours        | Vorhees, New Jersey              | C'est la première équipe masculine à détenir ce titre. | [ 16 ] |
| 17 | Annie Social (4) et Kimber Lee (2)                 | 2                        | 21 février 2015 | 11 mois et 23 jours      | Philadelphie, Pennsylvanie       | | [ 17 ] |
| 18 | Eddy McQueen et Rick Cataldo (2)                   | 1                        | 13 février 2016 | 1 an et 3 mois           | Voorhees, New Jersey             | | [ 18 ] |
| 19 | Maria Manic et Penelope Ford                       | 1                        | 13 mai 2017     | 7 ans, 10 mois et 1 jour | Voorhees, New Jersey             | | [ 19 ] |